# Jill Raitt

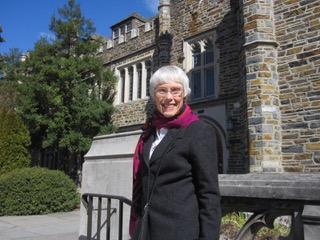
Jill Raitt

Jill Raitt (* 1. Mai 1931 in Los Angeles) ist eine US-amerikanische römisch-katholische Theologin.

## Leben
Raitt studierte römisch-katholische Theologie. Bis August 2000 unterrichtete Raitt als Hochschullehrerin an der University of Missouri. Raitt unterzeichnete 1984 die Kampagne A Catholic Statement on Pluralism and Abortion.

## Werke (Auswahl)
- Geschichte der christlichen Spiritualität, Würzburg: Echter.